# Magic Keys
Magic Keys — дитяча гра від австрійських авторів ігор Арно Штайнвендера та Марк Шлавітшека. Ілюстрації до гри виконала австралійка Камілла Перу. Гра розрахована на 2–4 гравців віком від 6 років і була розроблена як дитяча та сімейна гра. Гра вийшла у 2022 році під назвою Magic Keys під видавництвом Happy Baobab. У 2024 році гра отримала нагороду Kinderspiel des Jahres.

## Історія та компоненти
Magic Keys — це гра з кубиками, в якій нижня частина коробки слугує ігровим полем із трасою та декораціями. Уздовж траси розташовані різнокольорові ключі, кожен із яких підходить до замка скрині, наповненої дорогоцінним камінням. Проте магнітний замок не завжди можна відкрити цими ключами. До гри також входять три спеціальні кубики.

## Принцип гри
Спільна фігурка рухається по трасі. Мета кожного гравця — дістати зі скрині певну кількість коштовностей, яка залежить від кількості гравців. Час гри складає близько 15 хвилин.
Гравці кидають три кубики, які мають числа від одного до чотирьох, а також два боки із позначенням «сон». Якщо гравець викине «сон», фігурка може заснути. Поки фігурка не заснула, гравець може взяти ключ з поточного місця, якщо він є. Якщо ключ підходить до замка, гравець може взяти коштовності зі скрині. Чим далі на трасі знаходився ключ, тим більше коштовностей отримує гравець. Навіть ключі, які не відкривають скриню, можуть бути корисними — з їхньою допомогою можна знову активувати кубики зі стороною «сон».
Кидання кубиків відбувається за механікою «ризикнути ще раз» (англ. push your luck): зазвичай фігурка стартує з початку траси. Гравець кидає три кубики, відкладає всі кубики з «сном», вибирає один кубик для руху вперед і вирішує, чи кидати інші кубики знову. Якщо всі кубики показують «сон», фігурка залишається на місці, і хід переходить до наступного гравця.

## Видання та відгуки
Magic Keys було розроблено Арно Штайнвендером та Марком Шлавітшеком. Через австрійське агентство з розробки ігор White Castle Games гра потрапила до корейського видавництва Happy Baobab, де вперше була опублікована у 2022 році. У 2023 році гра вийшла в Угорщині у видавництві Gém Klub Kft. під назвою Bűvös kulcsok, а у Франції та Канаді — під назвою Les Clefs Magiques у Blackrock Games. У 2024 році гра була перевидана для ринку DACH видавництвом Game Factory.
У червні 2024 року гру було номіновано на нагороду Kinderspiel des Jahres разом із Великі маленькі коштовності та Taco Kitten Pizza Junior. Гра здобула перемогу. Журі прокоментувало свою рішення так: 
|  | Скарбничка, що відкривається лише іноді, та сяючі коштовності одразу привертають увагу дітей. Чудовий матеріал лише підсилюється цікавим ризиком і захопливим ігровим процесом. Завдяки низці вдалих рішень команда авторів створила надзвичайну дитячу гру, до якої діти постійно хочуть повертатися. |

Також у червні 2024 року Magic Keys здобули нагороду канадської премії Les jeux de société de l’année au Québec у категорії дитяча гра (Enfants). Ігровий педагог і член журі премії Дитяча гра року Йоганна Франс у журналі Spielbox написала: «Чим довше триває гра, тим інтенсивнішими стають пошуки ключів, які працюють».